# فيليب كورايتشي
فيليب كورايتشي (مواليد 16 أغسطس 1990) هو لاعب كرة قدم صربي.

## وصلات خارجية
- فيليب كورايتشي على موقع الاتحاد الأوربي (الإنجليزية)
- فيليب كورايتشي على موقع رابطة كرة القدم اليابانية للمحترفين (اليابانية)
- فيليب كورايتشي على موقع قاعدة بيانات كرة القدم.إي يو (الإنجليزية)
- فيليب كورايتشي على موقع بيانات كرة القدم. دي إي (الألمانية)
- فيليب كورايتشي على موقع ناشيونال فوتبول تيمز (الإنجليزية)
- فيليب كورايتشي على موقع Soccerbase.com (لاعب) (الإنجليزية)
- فيليب كورايتشي على موقع Soccerway.com (الإنجليزية)
- فيليب كورايتشي على موقع عالم كرة القدم.نت (الإنجليزية)
- فيليب كورايتشي على موقع AS.com (الإسبانية)